# Corybas undulatus
Corybas undulatus là một loài thực vật có hoa trong họ Lan. Loài này được (R.Cunn.) Rupp mô tả khoa học đầu tiên năm 1928.